# Élections au Parlement de Galice de 1989
Les élections au Parlement de Galice de 1989 (en espagnol : elecciones al Parlamento de Galicia de 1989, en galicien : eleccións ao Parlamento de Galicia de 1989) se tiennent le dimanche 17 décembre 1989, afin d'élire les 75 députés de la IIIe législature du Parlement de Galice pour un mandat de quatre ans.
Le scrutin intervient après quatre ans d'une législature marquée par une rupture interne à l'Alliance populaire de Gerardo Fernández Albor, renversé en 1987 de la présidence de la Junte au profit du socialiste Fernando González Laxe grâce à une alliance entre ce dernier et plusieurs formations nationalistes, dont une ayant intégré l'ancien vice-président d'Albor, José Luis Barreiro.
Dans un contexte de hausse de la participation, le nouveau Parti populaire, qui succède à l'Alliance populaire, remporte l'exacte majorité absolue des sièges, offrant à son chef de file, Manuel Fraga, sa première victoire électorale depuis 1977. En raison de ce résultat et des contre-performances de ses alliés, Fernando González Laxe est contraint de lui céder le pouvoir six semaines après la tenue du scrutin.

## Contexte

### Majorité relative de la Coalition populaire
Lors des élections autonomiques du 24 novembre 1985, la Coalition populaire (CP) du président sortant, Gerardo Fernández Albor, l'emporte mais sans majorité absolue. La Coalition galicienne (es) (CG), arrivée troisième et positionnée au centre, se trouve dans une position charnière. Le Parti socialiste (PSdeG-PSOE) devient la deuxième force politique de la communauté autonome.
N'ayant pu se mettre d'accord avec la Coalition galicienne en raison d'une mésentente relative aux relations avec les députations provinciales, Gerardo Fernández Albor échoue lors du premier vote d'investiture, le 16 janvier 1986, par 34 voix pour et 37 voix contre. Il échoue lors du deuxième vote, 24 h plus tard, avec le même résultat.
Après avoir failli conclure un accord de coalition avec le Parti socialiste et la gauche nationaliste, la Coalition galicienne renonce à faire partie d'un gouvernement « progressiste ». Le 10 février, la direction de la CG approuve, par 15 voix pour et 4 voix contre, de favoriser le maintien au pouvoir de Gerardo Fernández Albor en s'abstenant lors d'un nouveau vote d'investiture. Ce dernier est donc investi le 21 février, au second tour de vote par 34 voix pour, 26 voix contre et 11 abstentions, la majorité simple étant suffisante

### Recomposition politique
À la fin août 1986, les courants conservateur et progressiste de la Coalition galicienne constatent que leurs positions sont irréconciliables. Le chef de file progressiste Pablo González Mariñas (es) est alors relevé de son poste de porte-parole parlementaire par la direction, que contrôlent les conservateurs. En conséquence, lui et les quatre autres députés de sa mouvance sortent du groupe parlementaire et rejoignent le groupe mixte le 16 septembre. Conformément à une décision prise peu après cette rupture, les progressistes fondent en janvier 1987 le Parti nationaliste galicien (es) (PNG), qui revendique un positionnement centriste, nationaliste et progressiste, et dont Pablo González Mariñas est élu secrétaire général.
Après que Gerardo Fernández Albor a indiqué ne pas avoir l'intention de renoncer à ses fonctions au profit de son vice-président, José Luis Barreiro (es), l'ensemble des conseillers issus de l'Alliance populaire remettent leur démission le 30 octobre 1986. Albor en accepte quatre dès le lendemain tandis qu'il perd le soutien de la majorité de son groupe parlementaire. Il reçoit cependant le soutien de la direction nationale de l'Alliance populaire le 3 novembre et procède en conséquence le 4 novembre à un remaniement de son exécutif qui voit, notamment, le remplacement de Barreiro par un de ses adversaires en interne, Mariano Rajoy.
José Luis Barreiro annonce au cours du mois de juin 1987 qu'il renonce à sa condition de militant au sein de l'Alliance populaire. Il est suivi, au cours des huit jours qui suivent, par quatre députés, tous élus comme lui dans la circonscription de Pontevedra puis fonde le mois suivant un parti, l'Union démocratique galicienne (UDG). À la fin août, la Coalition galicienne approuve la demande d'adhésion de ces cinq dissidents de l'AP.

### Motion de censure
Le chef de file du PSdeG-PSOE, Fernando González Laxe, confirme le 14 août 1987 son intention de déposer une motion de censure à l'encontre de Gerardo Fernández Albor. La motion est effectivement déposée un mois plus tard, déjà appuyée par le Parti nationaliste galicien et le Parti socialiste-galicien-Gauche galicienne (PSG-EG), ce qui assure 30 voix sur les 36 nécessaires à son adoption. La Coalition galicienne dit ne pas être prédisposée à appuyer le renversement d'Albor tout en appelant à un changement de politique. Le 20 septembre, le PSdeG-PSOE, la CG et le PNG parviennent à conclure un accord de coalition, ce qui garantit le succès de la motion.
La motion de censure est effectivement adoptée le 23 septembre par 40 voix pour, 29 contre et 2 abstentions, celles du président du Parlement, Tomás Pérez Vidal (gl), et de l'unique député du Bloc nationaliste galicien (BNG), Xosé Manuel Beiras. Fernando González Laxe prête serment six jours plus tard. Son gouvernement de coalition entre en fonction et prête serment dès le 30 septembre.

## Mode de scrutin

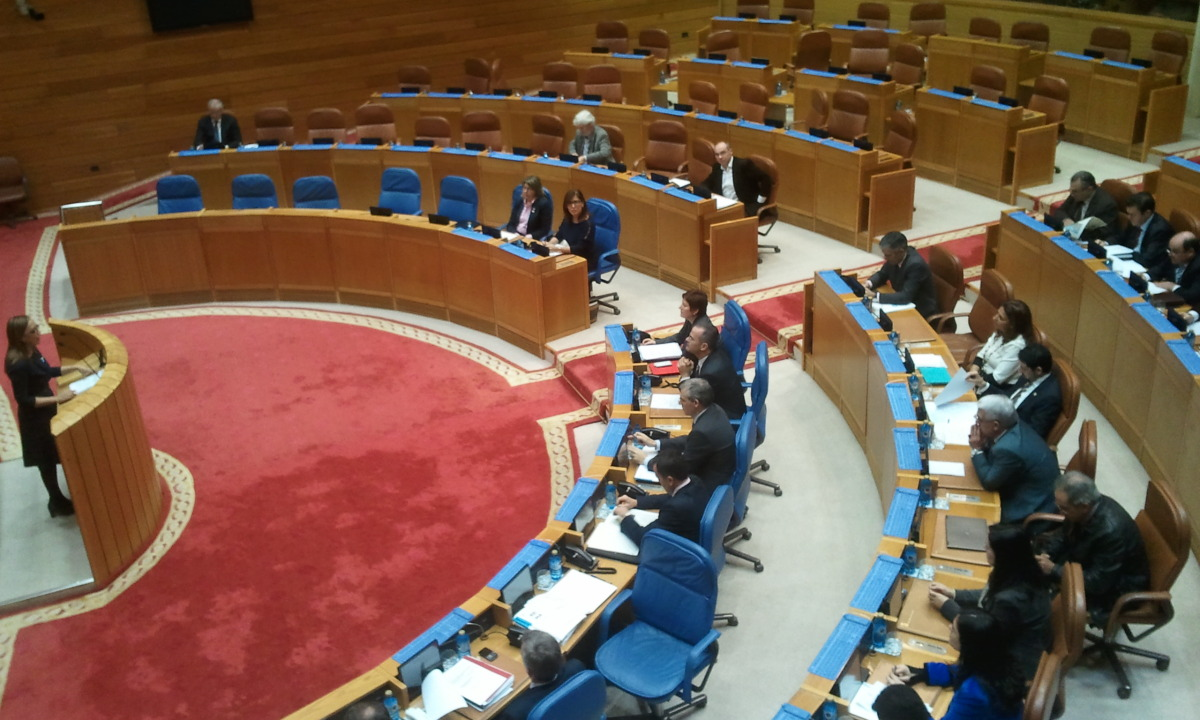
Hémicycle du Parlement de Galice.

Le Parlement de Galice (Parlamento de Galicia) est une assemblée parlementaire monocamérale constituée de 75 députés (diputados), élue pour une législature de quatre ans au suffrage universel direct selon les règles du scrutin proportionnel D'Hondt par l'ensemble des personnes résidant dans la communauté autonome où résidant momentanément à l'extérieur de celle-ci, si elles en font la demande.

### Convocation du scrutin
Conformément à l'article 11 du statut d'autonomie, le Parlement est élu pour un mandat de quatre ans. L'article 14 de la loi électorale galicienne du 13 août 1985 précise que les élections sont convoquées au moyen d'un décret du président de la Junte de Galice, publié au Journal officiel. La première disposition finale de cette même loi dispose que loi électorale relative au Congrès des députés s'applique pour tout ce qu'elle-même ne prévoit pas.

### Nombre de députés par circonscription
Puisque l'article 11 du statut d'autonomie ne prévoit aucun nombre minimal de députés, l'article 9 de la loi électorale indique que le nombre de parlementaires est fixé à 75 et attribue à chaque circonscription 10 sièges d'office, les 35 mandats restant étant distribués en fonction de la population provinciale. L'article 11 du statut énonce en effet que « Dans tous les cas, la province sera la circonscription électorale. ».
Le décret de convocation des élections, publié le 24 octobre 1989, dispose que les sièges sont répartis ainsi : 
| Circonscriptions | Députés |
| ---------------- | ------- |
| La Corogne       | 24      |
| Lugo             | 15      |
| Ourense          | 15      |
| Pontevedra       | 21      |

### Présentation des candidatures
Peuvent présenter des candidatures, : 
- les partis ou fédérations politiques enregistrées auprès du registre des associations politiques du ministère de l'Intérieur ;
- les coalitions électorales de ces mêmes partis ou fédérations dûment constituées et inscrites auprès de la commission électorale au plus tard 10 jours après la convocation du scrutin ;
- et les électeurs de la circonscription, à condition de représenter au moins 1 % des inscrits.

### Répartition des sièges
Seules les listes ayant recueilli au moins 3 % des suffrages valides — ce qui inclut les bulletins blancs — dans une circonscription peuvent participer à la répartition des sièges à pourvoir dans cette circonscription, qui s'organise en suivant différentes étapes, : 
- les listes sont classées en une colonne par ordre décroissant du nombre de suffrages obtenus ;
- les suffrages de chaque liste sont divisés par 1, 2, 3... jusqu'au nombre de députés à élire afin de former un tableau ;
- les mandats sont attribués selon l'ordre décroissant des quotients ainsi obtenus.

Lorsque deux listes obtiennent un même quotient, le siège est attribué à celle qui a le plus grand nombre total de voix ; lorsque deux candidatures ont exactement le même nombre total de voix, l'égalité est résolue par tirage au sort et les suivantes de manière alternative.

## Campagne

### Principales forces politiques
| Force politique | Force politique                                                                                 | Force politique | Chef de file                                   | Idéologie                                                                            | Résultats en 1985           |
| --------------- | ----------------------------------------------------------------------------------------------- | --------------- | ---------------------------------------------- | ------------------------------------------------------------------------------------ | --------------------------- |
|                 | Parti populaire (es) Partido Popular                                                            | PP              | Manuel Fraga                                   | Centre droit à droite Conservatisme, démocratie chrétienne, libéralisme, galléguisme | 40,89 % des voix 34 députés |
|                 | Parti des socialistes de Galice-PSOE (gl) Partido dos Socialistas de Galicia-PSOE               | PSdeG-PSOE      | Fernando González Laxe (Président de la Junte) | Centre gauche Social-démocratie, progressisme, galléguisme                           | 28,67 % des voix 22 députés |
|                 | Coalition galicienne (es) (gl) Coalición Galega                                                 | CG              | Xosé Luis Barreiro (es)                        | Centre Nationalisme galicien, libéralisme, galléguisme                               | 12,94 % des voix 11 députés |
|                 | Parti socialiste galicien-Gauche galicienne (es) (gl) Partido Socialista Galego-Esquerda Galega | PSG-EG          | Camilo Nogueira (es)                           | Gauche Nationalisme galicien, nationalisme de gauche, socialisme démocratique        | 5,67 % des voix 3 députés   |
|                 | Bloc nationaliste galicien (gl) Bloque Nacionalista Galego                                      | BNG             | Xosé Manuel Beiras                             | Gauche Nationalisme galicien, nationalisme de gauche, socialisme démocratique        | 4,20 % des voix 1 député    |

## Résultats

### Voix et sièges

#### Total régional
|                          |                                                             |           |        |      |        |               |  |  |  |
| Parti                    | Parti                                                       | Voix      | %      | +/-  | Sièges | +/-           |  |  |  |
|                          | Parti populaire (PP)                                        | 583 579   | 44,02  | 3,13 | 38     | 4             |  |  |  |
|                          | Parti des socialistes de Galice-PSOE (PSdeG-PSOE)           | 433 256   | 32,68  | 4,01 | 28     | 6             |  |  |  |
|                          | Bloc nationaliste galicien (BNG)                            | 105 703   | 7,97   | 3,77 | 5      | 4             |  |  |  |
|                          | Parti socialiste galicien-Gauche galicienne (PSG-EG) (es)   | 50 047    | 3,78   | 1,89 | 2      | 1             |  |  |  |
|                          | Coalition galicienne (CG) (es)                              | 48 208    | 3,64   | 9,30 | 2      | 9             |  |  |  |
|                          | Centre démocratique et social (CDS)                         | 38 214    | 2,88   | 0,40 | 0      | en stagnation |  |  |  |
|                          | Esquerda Unida (EU)                                         | 19 774    | 1,49   | 0,65 | 0      | en stagnation |  |  |  |
|                          | Parti nationaliste galicien-Parti galléguiste (PNG-PG) (es) | 18 036    | 1,36   | Nv   | 0      | en stagnation |  |  |  |
|                          | Groupement Ruiz-Mateos (ARM) (es)                           | 7 058     | 0,53   | Nv   | 0      | en stagnation |  |  |  |
|                          | Autres partis                                               | 16 497    | 1,24   |      | 0      | –             |  |  |  |
|                          | Blancs                                                      | 5 285     | 0,40   | 0,28 |        |               |  |  |  |
|                          |                                                             |           |        |      |        |               |  |  |  |
| Suffrages exprimés       | Suffrages exprimés                                          | 1 325 657 | 99,18  |      |        |               |  |  |  |
| Votes invalides          | Votes invalides                                             | 10 921    | 0,82   |      |        |               |  |  |  |
| Total                    | Total                                                       | 1 336 578 | 100,00 | –    | 75     | 4             |  |  |  |
| Abstentions              | Abstentions                                                 | 909 877   | 40,50  |      |        |               |  |  |  |
| Inscrits / participation | Inscrits / participation                                    | 2 246 455 | 59,50  |      |        |               |  |  |  |

#### Par circonscription
| Circonscription | Circonscription | La Corogne | La Corogne | La Corogne | La Corogne    | Lugo    | Lugo    | Lugo   | Lugo          | Ourense | Ourense | Ourense | Ourense       | Pontevedra | Pontevedra | Pontevedra | Pontevedra |
| --------------- | --------------- | ---------- | ---------- | ---------- | ------------- | ------- | ------- | ------ | ------------- | ------- | ------- | ------- | ------------- | ---------- | ---------- | ---------- | ---------- |
|                 |                 |            |            |            |               |         |         |        |               |         |         |         |               |            |            |            |            |
| Sièges          | Sièges          | 24         | 24         | 24         | 2             | 15      | 15      | 15     | en stagnation | 15      | 15      | 15      | en stagnation | 21         | 21         | 21         | 2          |
|                 |                 |            |            |            |               |         |         |        |               |         |         |         |               |            |            |            |            |
|                 |                 | Nombre     | Nombre     | %          | %             | Nombre  | Nombre  | %      | %             | Nombre  | Nombre  | %       | %             | Nombre     | Nombre     | %          | %          |
| Inscrits        | Inscrits        | 883 177    | 883 177    | 100,00     | 100,00        | 335 256 | 335 256 | 100,00 | 100,00        | 343 814 | 343 814 | 100,00  | 100,00        | 684 208    | 684 208    | 100,00     | 100,00     |
| Abstentions     | Abstentions     | 359 650    | 359 650    | 40,72      | 40,72         | 123 661 | 123 661 | 36,89  | 36,89         | 157 382 | 157 382 | 45,77   | 45,77         | 269 184    | 269 184    | 39,34      | 39,34      |
| Votants         | Votants         | 523 527    | 523 527    | 59,28      | 59,28         | 211 595 | 211 595 | 63,11  | 63,11         | 186 432 | 186 432 | 54,23   | 54,23         | 415 024    | 415 024    | 60,66      | 60,66      |
| Nuls            | Nuls            | 5 801      | 5 801      | 1,11       | 1,11          | 1 235   | 1 235   | 0,58   | 0,58          | 1 321   | 1 321   | 0,71    | 0,71          | 2 564      | 2 564      | 0,62       | 0,62       |
| Exprimés        | Exprimés        | 517 726    | 517 726    | 98,89      | 98,89         | 210 360 | 210 360 | 99,42  | 99,42         | 185 111 | 185 111 | 99,29   | 99,29         | 412 460    | 412 460    | 99,38      | 99,38      |
|                 |                 |            |            |            |               |         |         |        |               |         |         |         |               |            |            |            |            |
| Partis          | Partis          | Voix       | %          | Sièges     | +/−           | Voix    | %       | Sièges | +/−           | Voix    | %       | Sièges  | +/−           | Voix       | %          | Sièges     | +/−        |
|                 | PP              | 211 847    | 40,92      | 11         | 1             | 101 146 | 48,08   | 8      | en stagnation | 81 563  | 44,06   | 8       | 1             | 189 023    | 45,83      | 11         | 2          |
|                 | PSdeG-PSOE      | 182 970    | 35,34      | 10         | 2             | 65 058  | 30,93   | 5      | 1             | 60 712  | 32,80   | 6       | 2             | 124 516    | 30,19      | 7          | 1          |
|                 | BNG             | 48 257     | 9,32       | 2          | 1             | 13 902  | 6,61    | 1      | 1             | 10 086  | 5,45    | 0       | en stagnation | 33 458     | 8,11       | 2          | 2          |
|                 | PSG-EG (es)     | 21 438     | 4,14       | 1          | en stagnation | 3 587   | 1,71    | 0      | en stagnation | 3 881   | 2,10    | 0       | en stagnation | 21 141     | 5,13       | 1          | 1          |
|                 | CG (es)         | 8 262      | 1,60       | 0          | 2             | 15 250  | 7,25    | 1      | 2             | 11 827  | 6,39    | 1       | 3             | 12 869     | 3,12       | 0          | 2          |
|                 | Autres          | 42 738     | 8,26       |            |               | 10 716  | 5,09    |        |               | 16 495  | 8,91    |         |               | 29 630     | 7,18       |            |            |
|                 | Blanc           | 2 214      | 0,43       | 701        | 0,33          | 547     | 0,30    | 1 823  | 0,44          |         |         |         |               |            |            |            |            |

## Analyse

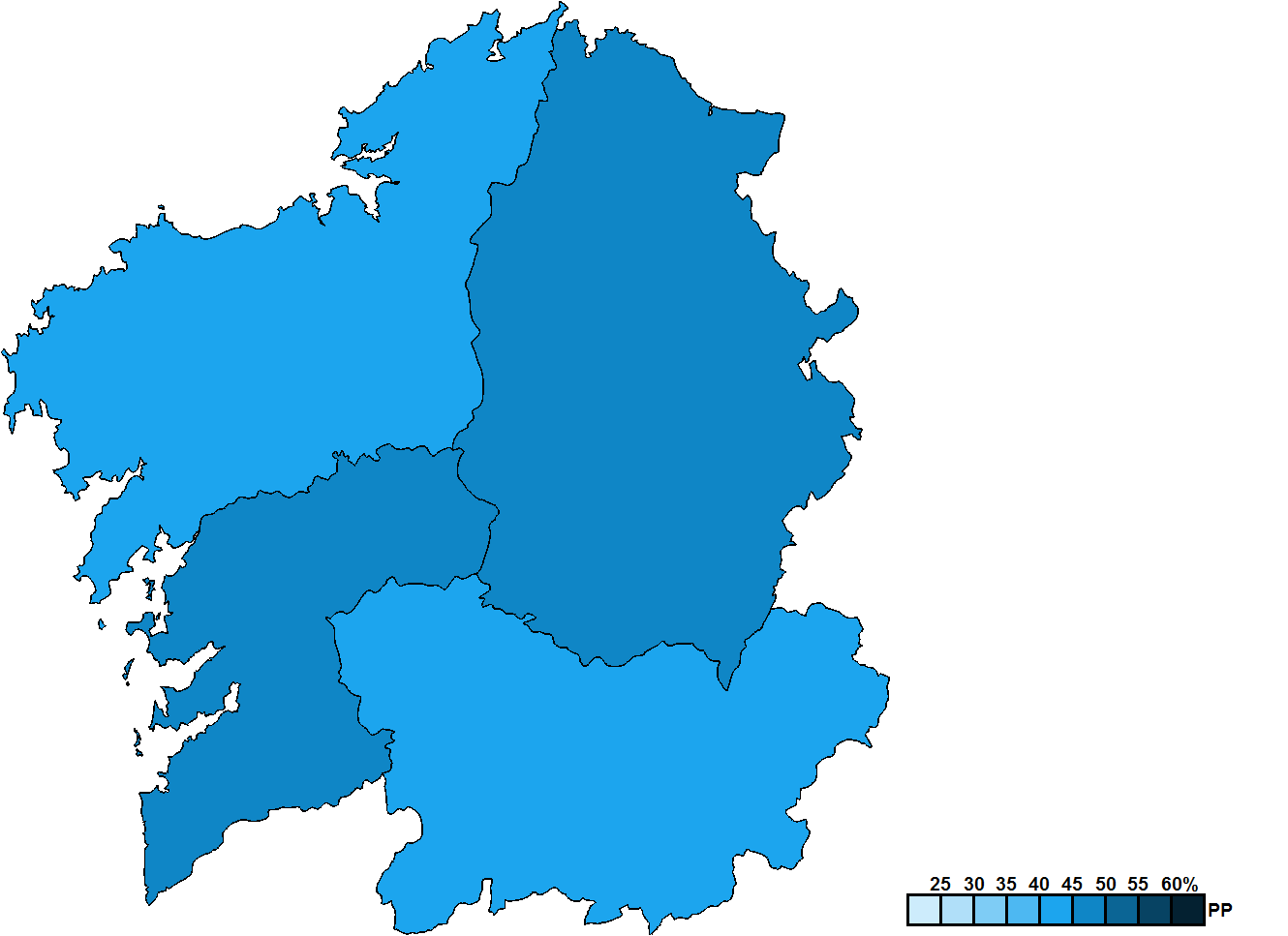
Parti arrivé en tête par circonscription et intensité de son score.

En dépit d'une météo défavorable, la participation augmente de nouveau et frôle les 60 % des inscrits.
Les résultats donnent au Parti populaire (PP) de Manuel Fraga une majorité absolue des sièges. Ce résultat offre à Fraga sa première victoire électorale depuis la fondation de l'Alliance populaire (AP) en 1977 et constitue alors le meilleur résultat du PP/AP depuis 1982. Le chef de file de la droite libérale-conservatrice profite à la fois du renforcement du bipartisme et de la volonté des électeurs de choisir directement le président de la Junte, au-delà des sigles partisans.
Bien qu'il soit lui aussi en progression grâce à la mobilisation en faveur des deux grands partis, le Parti des socialistes de Galice-PSOE (PSdeG-PSOE) de Fernando González Laxe est condamné à l'opposition, en raison du résultat du Parti populaire et des mauvais résultats de ses alliés. Il bénéficie d'un vote utile à gauche, causé par la percée de Manuel Fraga, qui prive Esquerda Unida (EU) de toute représentation.
Au centre, le Centre démocratique et social (CDS) échoue de nouveau à rentrer au Parlement, conséquence de la mobilisation en faveur du PP, tandis que la Coalition galicienne (CG) conserve une représentation très réduite et sans son chef de file, José Luis Barreiro, et que le Parti nationaliste galicien (PNG) est exclu de l'hémicycle. Ironie du sort, c'est à Pablo González Mariñas, chef de file du PNG, qu'il revient d'annoncer cette information à la presse, en sa qualité de porte-parole du gouvernement autonomique. Le vote nationaliste se concentre en effet sur le Bloc nationaliste galicien (BNG) de Xosé Manuel Beiras, option la plus radicale politiquement et qui dépasse toutes les attentes en faisant élire six députés, cinq de plus que sous la législature sortante.
Le 15 janvier 1990, à la veille de l'ouverture de la législature, le tribunal supérieur de justice attribue, contrairement à la décision de la commission électorale provinciale, le 15e député d'Ourense au Parti socialiste au détriment du Bloc nationaliste, par 32 voix de différence après avoir réintégré des procès-verbaux de résultats annulés par la commission électorale. En conséquence, le BNG compte 5 parlementaires et le PSdeG-PSOE, 28.

## Conséquences
Le député du Parti populaire Victorino Núñez (es) est élu le 16 janvier 1990 président du Parlement avec les seuls voix de son parti. Il annonce le 24 janvier que le débat puis le vote d'investiture de Manuel Fraga auront lieu les 29 et le 31 janvier suivants.
Le 31 janvier, Manuel Fraga est effectivement élu président de la Junte par 38 voix pour et 37 voix contre. Il prête serment le 5 février. Présenté le 1er février, son premier gouvernement prête serment et entre en fonction le 6 février.